# 巴格達 (佛羅里達州)
巴格達（英語：Bagdad）是位於美國佛羅里達州聖羅薩縣的一個人口普查指定地區。

## 地理
巴格達的座標為30°35′45″N 87°02′08″W / 30.59583°N 87.03556°W，而該地最高點為海拔高度4米（即13英尺）。

## 人口
根據2010年美國人口普查的數據，巴格達的面積為11.00平方千米，當中陸地面積為9.10平方千米，而水域面積為1.90平方千米。當地共有人口1490人，而人口密度為每平方千米135人。